# Peter Snout
Peter Snout är en kulle i Kanada.   Den ligger i provinsen Newfoundland och Labrador, i den östra delen av landet, 1 400 km öster om huvudstaden Ottawa. Toppen på Peter Snout är 490 meter över havet, eller 33 meter över den omgivande terrängen. Bredden vid basen är 0,98 km.
Terrängen runt Peter Snout är platt norrut, men söderut är den kuperad. Trakten runt Peter Snout är nära nog obefolkad, med mindre än två invånare per kvadratkilometer.. Det finns inga samhällen i närheten. 
Omgivningarna runt Peter Snout är i huvudsak ett öppet busklandskap.